# Jan Wróblewski
Jan Wróblewski, né le 6 novembre 1940 à Bydgoszcz, est un pilote polonais de vol à voile, champion national, et champion du monde.

## Palmarès

### Championnats du monde
- Champion du monde en 1965, à South Cerney (Royaume-Uni), en classe Open
- Champion du monde en 1972, à Vršac (Yougoslavie), en classe Standard

### Championnats de Pologne
- Champion national en 1963

## Récompenses et distinctions
- Récipiendaire en 1972 de la Médaille Lilienthal